# Момир Зец
Момир Зец (Бачвани код Козарске Дубице, 29. јул 1948) је пензионисани генерал-потпуковник Војске Републике Српске и учесник рата у Босни и Херцеговини (1992—1995) на простору Босне и Херцеговине.

## Војна Каријера
Генерал-потпуковник Момир (Гојка) Зец, рођен је 29. јула 1948. године у селу Бачвани, општина Козарска Дубица. До 1992. године био је официр ЈНА, а са избијањем грађанског рата у Босни и Херцеговини приступа оснивању Војске Републике Српске.
У чин генерал-мајора унапређен је 27. децембра 1994. године, а у чин генерал-потпуковника 20. марта 2001. године. У Војсци Републике Српске обављао је следеће дужности:
- начелник инжињерије у органу родова команде корпуса;
- командант пешадијске бригаде;
- командант тактичке групе;
- командант лаке пешадијске дивизије;
- начелник штаба корпуса и уједно заменик команданта корпуса;
- командант корпуса;
- заменик начелника Генералштаба и вршилац дужности начелника Генералштаба ВРС.

Настањен је у Бањој Луци.